# 蒙特利尔 (城堡)
蒙特利尔是阿拉伯谷东侧由中世纪时期十字军修建，马穆鲁克苏丹国扩建的城堡，位于一座圆锥形石头山顶。今位于约旦马安省舒拜克附近。